# Чаусова, Елена Петровна
Елена Петровна Чаусова (родилась 26 июня 1981 года) — российская гандболистка, выступавшая на позиции разыгрывающей, чемпионка мира 2001 года, заслуженный мастер спорта России.

## Биография
В детстве Елена увлекалась волейболом, однако из-за споров с тренером отказалась дальше заниматься. После встречи с Ольгой Юрьевной Лебедевой, гандбольным тренером, выбрала гандбол. Выступала за волгоградские команды «Россиянка», «Ротор» (перешла после развала «Ротора»), «Аква» (в 2001 году на момент начала чемпионата мира). Долгое время Елена сама выбирала, где ей играть: на краю, в задней линии или на позиции вратаря. Своим первым тренером признаёт Виктора Вяхирева, позже работала с Левоном Акопяном.
В составе юниорской сборной России в 2000 году Елена стала серебряным призёром чемпионата Европы: на чемпионате мира во Франции сборная России прошла в полуфинале Хорватию со счётом 42:28, а Елена забросила 9 мячей. В финале же россиянки проиграли румынкам 28:30. В 2001 году Елена выиграла в Венгрии юниорский чемпионат мира со сборной России: в финале россиянки победили хозяек турнира со счётом 29:27. На том турнире Елена была капитаном команды, забросила 60 мячей (4-е итоговое место) и попала в символическую сборную как лучшая разыгрывающая. В том же году Елена выиграла и взрослый чемпионат мира, в финале которого Россия переиграла Норвегию: мировая пресса признала Елену Чаусову и Ирину Полторацкую лучшими разыгрывающими мира. За победу на чемпионате мира Елена получила звание Заслуженного мастера спорта России.
В 2002 году Елена неожиданно завершила игровую карьеру, сославшись на постоянные травмы и желание быть рядом с мужем. Последним турниром стал чемпионат Европы 2002 года, где сборная России заняла 4-е место. В настоящее время Елена работает в компании по разработке мобильных приложений в Волгограде, однако следит за гандболом как болельщица клуба «Ростов-Дон» и сборной России.